# Wałandowo
Wałandowo (maced. Валандово) – miasto w południowo-wschodniej Macedonii Północnej, nad Anską Reką. Ośrodek administracyjny gminy Wałandowo. Liczba mieszkańców - 4402 osoby (97% Macedończyków).
Miasto ma charakter rolniczy, jest ośrodkiem lokalnego przemysłu spożywczego, w dużej części opartego na eksporcie do pobliskiej Grecji.